# اوتو ارنست لوبیتس
اوتو ارنست لوبیتس (آلمانی: Otto Ernst Lubitz؛ ۲۳ ژوئن ۱۸۹۶ – ۳۰ آوریل ۱۹۴۳) تهیه‌کننده فیلم و نویسنده اهل رایش آلمان بود.
از فیلم‌هایی که وی در آن‌ها نقش داشته‌است، می‌توان به زندانی پادشاه و خیمه‌شب‌بازی اشاره نمود.